# Broj 1 singlovi 2001. (Australija)
Pjesme koje su bile na prvom mjestu ARIA australske top ljestvice 2001. godine. Čak 16 izvođača imalo je svoj prvi singl broj 1 u Australiji, i kao glavni i kao pomoćni izvođač, uključujući izvođače: Shaggy, Mýa, LeAnn Rimes, P!nk, Lifehouse, Scandal'us i Alien Ant Farm. Shaggy, Rayvon, Scandal'us i Kylie Minogue jedini su debitirali na vrhu ljestvice. Reggae pjevač Shaggy, R&B pjevačica Mýa i pop rock pjevačica P!nk imali su po dva singla koja su završila na prvom mjestu ljestvice 2001. godine.
Shaggyjwva pjesma "Angel" i pjesma od Alien Ant Farm "Smooth Criminal" najduže su se zadržale na prvom mjestu ljestvice u 2001. godini, po 8 tjedana. Slijedi ih pjesma "Can't Fight the Moonlight" od LeAnn Rimes' "Can't Fight the Moonlight", koja je na vrhu provela 6 uzastopnih tjedana. Nju slijedi "Hanging by a Moment" od Lifehouse's "Hanging by a Moment", koja je na vrhu provela 5 tjedana.
Shaggy bio, po ovoj ljestvici, je najuspješniji izvođač u Australiji 2001. godine. Njegova dva singla  "It Wasn't Me" i "Angel" ukupno su na vrhu provela 12 tjedana.

## Popis
| Datum         | Pjesma                         | Izvođač(i)                               | Izvori |
| ------------- | ------------------------------ | ---------------------------------------- | ------ |
| 7. siječnja   | "Cruisin'"                     | Gwyneth Paltrow i Huey Lewis             | [ 1 ]  |
| 14. siječnja  | "Cruisin'"                     | Gwyneth Paltrow i Huey Lewis             | [ 2 ]  |
| 21. siječnja  | "Can't Fight the Moonlight"    | LeAnn Rimes                              | [ 3 ]  |
| 28. siječnja  | "Can't Fight the Moonlight"    | LeAnn Rimes                              | [ 4 ]  |
| 4. veljače    | "Can't Fight the Moonlight"    | LeAnn Rimes                              | [ 5 ]  |
| 11. veljače   | "Can't Fight the Moonlight"    | LeAnn Rimes                              | [ 6 ]  |
| 18. veljače   | "Can't Fight the Moonlight"    | LeAnn Rimes                              | [ 7 ]  |
| 25. veljače   | "Can't Fight the Moonlight"    | LeAnn Rimes                              | [ 8 ]  |
| 4. ožujka     | "Stan"                         | Eminem feat Dido                         | [ 9 ]  |
| 11. ožujka    | "Case of the Ex"               | Mýa                                      | [ 10 ] |
| 18. ožujka    | "Case of the Ex"               | Mýa                                      | [ 11 ] |
| 25. ožujka    | "It Wasn't Me"                 | Shaggy feat. RikRok                      | [ 12 ] |
| 1. travnja    | "It Wasn't Me"                 | Shaggy feat. RikRok                      |        |
| 8. travnja    | "It Wasn't Me"                 | Shaggy feat. RikRok                      |        |
| 15. travnja   | "It Wasn't Me"                 | Shaggy feat. RikRok                      |        |
| 22. travnja   | "Me, Myself & I"               | Scandal'us                               |        |
| 29. travnja   | "Me, Myself & I"               | Scandal'us                               |        |
| 6. svibnja    | "Me, Myself & I"               | Scandal'us                               |        |
| 13. svibnja   | "Lady Marmalade"               | Christina Aguilera, P!nk, Lil' Kim i Mýa |        |
| 20. svibnja   | "Lady Marmalade"               | Christina Aguilera, P!nk, Lil' Kim i Mýa |        |
| 27. svibnja   | "Lady Marmalade"               | Christina Aguilera, P!nk, Lil' Kim i Mýa |        |
| 3. lipnja     | "Angel"                        | Shaggy feat. Rayvon                      |        |
| 10. lipnja    | "Angel"                        | Shaggy feat. Rayvon                      |        |
| 17. lipnja    | "Angel"                        | Shaggy feat. Rayvon                      |        |
| 24. lipnja    | "Angel"                        | Shaggy feat. Rayvon                      |        |
| 1. srpnja     | "Angel"                        | Shaggy feat. Rayvon                      |        |
| 8. srpnja     | "Angel"                        | Shaggy feat. Rayvon                      |        |
| 15. srpnja    | "Angel"                        | Shaggy feat. Rayvon                      |        |
| 22. srpnja    | "Angel"                        | Shaggy feat. Rayvon                      |        |
| 29. srpnja    | "Follow Me"                    | Uncle Kracker                            |        |
| 5. kolovoza   | "Hanging by a Moment"          | Lifehouse                                |        |
| 12. kolovoza  | "Hanging by a Moment"          | Lifehouse                                |        |
| 19. kolovoza  | "Hanging by a Moment"          | Lifehouse                                |        |
| 26. kolovoza  | "Hanging by a Moment"          | Lifehouse                                |        |
| 2. rujna      | "Hanging by a Moment"          | Lifehouse                                |        |
| 9. rujna      | "Can We Fix It?"               | Bob the Builder                          |        |
| 16. rujna     | "Can't Get You out of My Head" | Kylie Minogue                            |        |
| 23. rujna     | "Can't Get You out of My Head" | Kylie Minogue                            |        |
| 30. rujna     | "Can't Get You out of My Head" | Kylie Minogue                            |        |
| 7. listopada  | "Can't Get You out of My Head" | Kylie Minogue                            |        |
| 14. listopada | "Because I Got High"           | Afroman                                  |        |
| 21. listopada | "Because I Got High"           | Afroman                                  |        |
| 28. listopada | "Because I Got High"           | Afroman                                  |        |
| 4. studenog   | "Smooth Criminal"              | Alien Ant Farm                           |        |
| 11. studenog  | "Smooth Criminal"              | Alien Ant Farm                           |        |
| 18. studenog  | "Smooth Criminal"              | Alien Ant Farm                           |        |
| 25. studenog  | "Smooth Criminal"              | Alien Ant Farm                           |        |
| 2. prosinca   | "Smooth Criminal"              | Alien Ant Farm                           |        |
| 9. prosinca   | "Smooth Criminal"              | Alien Ant Farm                           |        |
| 16. prosinca  | "Smooth Criminal"              | Alien Ant Farm                           |        |
| 23. prosinca  | "Smooth Criminal"              | Alien Ant Farm                           |        |
| 30. prosinca  | "Get the Party Started"        | P!nk                                     |        |